# Galerie Thaddaeus Ropac

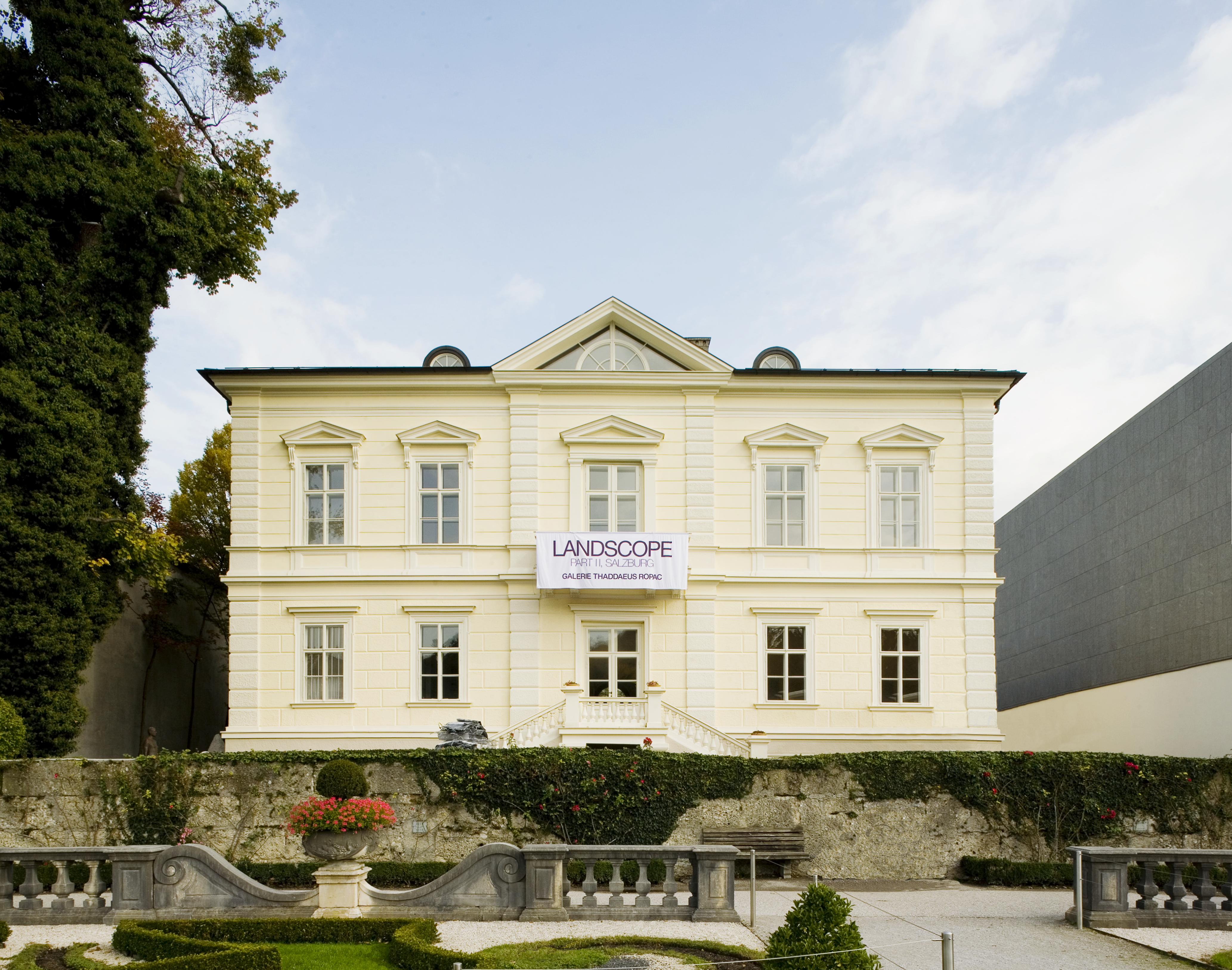
Galerie Thaddaeus Ropac Salzburg: Villa Kast

Die Galerie Thaddaeus Ropac ist eine auf internationale zeitgenössische Kunst spezialisierte, von Thaddaeus Ropac geleitete Galerie mit Niederlassungen in Salzburg, Paris, Paris Pantin und London.
Seit ihrer Gründung im Jahr 1983 repräsentiert die Galerie Thaddaeus Ropac heute etwa 60 Künstler und Künstlerinnen und renommierte Nachlässe. Mit einem Team von 100 Mitarbeitern (Stand 2020) und durchschnittlich 40 Einzel- und Gruppenausstellungen pro Jahr in den eigenen Räumlichkeiten in Salzburg, Paris Marais, Paris Pantin und London präsentiert die Galerie einige der einflussreichsten Künstler unserer Zeit.

## Geschichte

### Anfänge
Der 1960 in Klagenfurt geborene Thaddaeus Ropac begann seine Laufbahn als Galerist 1981 mit einer ersten kleinen Galerie in Lienz, die er dort bis Anfang 1985 unter dem Namen Thaddäus J. Ropac - Galerie Rotha, dann als Thaddäus J. Ropac - Forum für Avantgardekunst betrieb. 1983 kam, zunächst parallel zu Lienz, der Standort Salzburg in der Kaigasse 40 hinzu, der von Anfang an als Galerie Thaddäus Ropac, Salzburg betrieben wurde, bis sie 1989 in die historischen Villa Kast zog, einem historischen Gebäude am Mirabellplatz 2 in der Salzburger Altstadt, wo sie sich noch heute (Stand 2020) befindet. Im März 2010 wurde die Galerie um die Galerie Thaddaeus Ropac - Halle, ein mehr als 2.500 m² großer Ausstellungsraum in einem Industriegebäude unweit der Salzburger Innenstadt, erweitert, der zur Festspielzeit für Ausstellungen geöffnet wird.

### Galerie Ropac in Frankreich

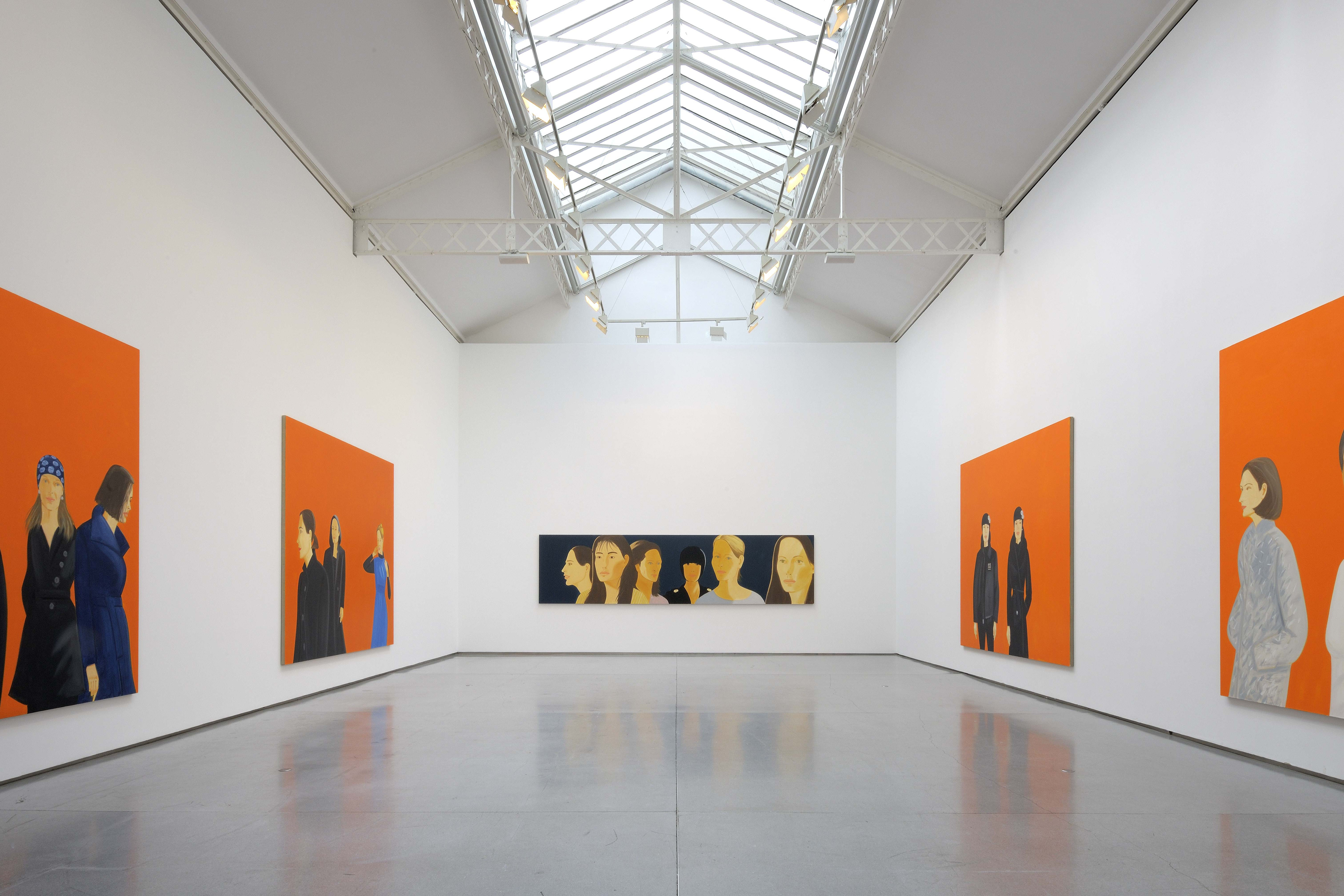
Galerie Thaddaeus Ropac Paris, Pantin

Im Jahr 1990 eröffnete Thaddaeus Ropac seine erste Pariser Galerie im Marais-Viertel. Sie erstreckt sich dort über vier Stockwerke und eine 1.000 m² große Ausstellungsfläche. Sie umfasst auch eine umfangreiche permanente Sammlung von Zeichnungen, die neben den wechselnden Ausstellungen von Künstlern zu sehen sind.
Im Oktober 2012 wurden in Pantin, im Nordosten von Paris, eine ehemalige Kesselfabrik aus dem frühen 20. Jahrhundert und mehrere anschließende Gebäude in ein Kunst- und Ausstellungsensemble von etwa 5.000 m² Fläche verwandelt, das eine Präsentation monumentaler Kunstwerke ermöglicht. Durch diesen nahe an der neuen Philharmonie de Paris gelegenen Standort ergeben sich für die Galerie neue Kooperationen mit benachbarten kulturellen Institutionen.

### Galerie Ropac England
Im Frühjahr 2017 wurde eine neue Galerie im Ely House in London, Mayfair, eröffnet. Mit über 1.500 m² auf fünf Etagen stehen vier individuelle Ausstellungsräume zur Verfügung. Die Umgestaltung der ehemaligen Residenz des Bischofs von Ely aus dem Jahre 1772 wurde von der deutschen Architektin Annabelle Selldorf realisiert.

## Wirken der Galerie

### Kunstmarkt und Kunstsammlungen
Die Galerie Thaddaeus Ropac vertritt und präsentiert ihre Künstler weltweit bei zahlreichen großen Kunstmessen, wie der Art Basel an deren derzeitigen Standorten in Basel, Miami Beach, und Hongkong oder der Armory Show – The International Fair of New Art in New York, der Frieze Art Fair in London, sowie der Pariser Foire internationale d’art contemporain. Die Galerie ist im Kunsthandel sowohl im primären Kunstmarkt (Direktverkauf von Künstlern über Galerien) als auch im sekundären Kunstmarkt (Weiterverkauf von Privatkunden, Auktionen) aktiv. Darüber hinaus erfüllt die Galerie als Berater bei Sammlungsankäufen für Museen und öffentliche Institutionen, sowie für Unternehmens- und Privatsammlungen, eine kuratorische Funktion.

## Vertretene Künstler und Nachlässe
Yan Pei-Ming; Alex Katz; Robert Longo; Tom Sachs; Tony Cragg; Gilbert & George; Antony Gormley; Richard Deacon; Sylvie Fleury; Not Vital; Georg Baselitz; Stephan Balkenhol; Anselm Kiefer; Imi Knoebel; Wolfgang Laib; Erwin Wurm; Gerwald Rockenschaub; Arnulf Rainer u. a.
Darüber hinaus repräsentiert die Galerie Thaddaeus Ropac Nachlässe, etwa von Robert Rauschenberg, Robert Mapplethorpe, Andy Warhol, Joseph Beuys, Elaine Sturtevant, Jean-Michel Basquiat, Harun Farocki und andere.

## Bedeutung in der Kunstwelt
Die Galerie zählt mit dem Inhaber Thaddaeus Ropac zu den 100 bedeutendsten Einrichtungen/Personen der globalen und internationalen Kunstwelt, wie sie das britische Magazin ArtReview seit 2002 in einem Ranking erfasst. Ropac wird dort 2015 als One of Europe's foremost blue-chip gallerists beschrieben. Er ist der einzige Österreicher, den die ArtReview seit 2002 kontinuierlich als jemand von globalem Impact (2015 als Nr. 84, vorher bis max. Nr. 66) eingereiht hat.

### Katalogen und Kunstpublikationen
Die Galerie hat ihr eigenes Verlagshaus, welches Bücher und Kataloge mit Beiträgen von bekannten Kunsthistorikern, Kuratoren und Schriftstellern wie etwa Norman Rosenthal oder Orhan Pamuk, begleitend zu den Ausstellungen publiziert.

#### Auswahl von Ausstellungskatalogen
- Thaddaeus Ropac (Hrsg.): Zeitschnitt Österreich. (Katalog zu Arbeiten von Siegfried Anzinger, Erwin Bohatsch, Herbert Brandl, Gunter Damisch, Clemens Kaletsch, Alfred Klinkan, Brigitte Kowanz, Franz Graf, Hubert Scheibl, Hubert Schmalix, Josef Strau und Johannes Zechner), (1) Oktober - November 1983, Galerie T. J. Ropac, Salzburg; (2) März - April 1984, Forum Avantgardekunst / Galerie T. J. Ropac, Lienz.[13]
- Thaddaeus Ropac (Hrsg.): Ensemble moderne: Das moderne Stillleben / The Still-Life in Modern Art. (Katalog zu den Ausstellungen (1) Salzburg: 25. Juli bis 31. August 1998 und (2) Paris: 12. September bis 30. Oktober 1998). Edition Ropac, Salzburg u. a. 1998, ISBN 3-901935-03-7.
- Norman Rosenthal (Hrsg.): Georg Baselitz: Schlafende Knaben nach Caspar David Friedrich. (Katalog zur Ausstellung vom 7. April bis 26. Mai 2001 in Salzburg). Edition Ropac, Salzburg u. a. 2001, ISBN 3-901935-09-6.
- Arne Ehrmann (Hrsg.): Andy Warhol: Flowers on Paper. (Katalog zur Ausstellung Juni bis Juli 2006 in Salzburg). Edition Ropac, Salzburg u. a. 2006, ISBN 3-901935-32-0.
- Rod Maugham (Hrsg.): Ataxia II. Antony Gormley. (Katalog zur Ausstellung 4. April bis 23. Mai 2009 in Salzburg). Edition Ropac, Salzburg u. a. 2009, ISBN 978-3-901935-40-4.
- Arne Ehrmann (Hrsg.): Daniel Richter: Spagotzen. (Katalog zur Ausstellung Juli bis August 2010 in Salzburg). Edition Ropac, Salzburg u. a. 2010, ISBN 978-3-901935-43-5.
- Maryam Ekhtiar, Greg Lindquist (Hrsg.): Ali Banisadr. We Haven't Landed on Earth yet. (Katalog zur Ausstellung Mai bis Juli 2012 in Salzburg). Edition Ropac, Salzburg u. a. 2012, ISBN 978-3-901935-46-6.
- Eric Darragon (Hrsg.): Georg Baselitz. Das Negativ: eine andere Umkehrung. (Katalog zur Ausstellung 26. Juli bis 29. August 2012 in Salzburg). Edition Ropac, Salzburg u. a. 2012, ISBN 978-3-901935-47-3.
- Henri Loyrette u. a. (Hrsg.): Yan Pei-Ming: Help! (Katalog zur Ausstellung 21. Oktober bis 23. November 2013 in Paris-Marais). Edition Ropac, Paris u. a. 2013, ISBN 978-2-910055-57-8.
- Allessandra Bellavita, Sévérine Waelchli (Hrsg.): Disaster / The End of Days. (Katalog zur Ausstellung 3. März bis 1. Juni 2013 in Paris-Marais). Edition Ropac, Paris u. a. 2013, ISBN 978-2-910055-54-7.[14]
- Abraham Orden, Hella Pohl (Hrsg.): Erwin Wurm. Samurai & Zorro. (Katalog zu den Ausstellungen (1) 31. August bis 31. Oktober 2012 in Salzburg; (2) 1. Jänner bis 28. Februar 2013). Edition Ropac, Paris u. a. 2012, ISBN 978-3-901935-48-0.
- Matthieu Lelièvre, Arne Ehmann (Hrsg.): Joseph Beuys. Hirschdenkmäler. (Katalog zur Ausstellung vom 14. Oktober 2012 bis 24. November 2012 in Paris-Marais). Edition Ropac, Paris u. a. 2012, ISBN 978-2-910055-50-7.
- Jörg Schellmann, Arne Ehmann (Hrsg.): Joseph Beuys. Iphigenie. (Katalog zur Ausstellung vom 14. Oktober 2012 bis 27. Januar 2013 in Paris-Pantin). Edition Ropac, Paris u. a. 2012, ISBN 978-3-901935-49-7.
- Adrien Götz, Suzy Menkes (Hrsg.): Alex Katz: 45 Years of Portraits 1969–2014. (Katalog zur Ausstellung in Paris-Pantin). Edition Ropac, Paris u. a. 2014, ISBN 978-2-910055-58-5.
- Margit Zuckriegl (Hrsg.): Hubert Scheibl: Committed to Memory. (Katalog zur Ausstellung in Paris 2009). Edition Ropac, Paris u. a. 2009, ISBN 978-2-910055-38-7.

#### Weitere Publikationen
Texte von Persönlichkeiten, wie des britischen Kunsthistorikers und Kurators Norman Rosenthal, des türkischen Literatur-Nobelpreisträgers Orhan Pamuk, oder des deutschen Literaten und Filmemachers Alexander Kluge sind in den Katalogen der Galerie enthalten:
- Orhan Pamuk: Essay. In: Anselm Kiefer - im Gewitter der Rosen (Ausstellungskatalog, 28. März - 9. Mai 2015, Paris Pantin). Edition Ropac, Salzburg 2015, ISBN 978-3-901935-52-7.
- Alexander Kluge: Einleitung. In: Alexander Kluge, Arne Ehmann (Hrsg.): Anselm Kiefer. Die Ungeborenen. (Ausstellungskatalog, 14. Oktober 2012 – 27. Jänner 2013, Paris-Marais). Edition Ropac, Paris u. a. 2012, ISBN 978-2-910055-51-5.
- Norman Rosenthal: Introduction. In: Eurasia: a view on painting (Ausstellungskataog, 27. November 2014 - 7. Februar 2015, Paris Pantin). Edition Ropac, Salzburg u. a. 2015, ISBN 978-2-910055-61-5.
- Norman Rosenthal: Essay. In: Freundschaftsspiel - Skulptur 06. (Ausstellungskatalog, 8. April – 27. Mai 2006, Salzburg) Edition Ropac, Salzburg 2006, ISBN 3-901935-31-2.